# Grapholita compositella
The Clover Seed Moth (Grapholita compositella) là một loài bướm đêm thuộc họ Tortricidae. Loài này có ở châu Âu to Tiểu Á, Mông Cổ, Trung Quốc và miền đông Nga. Nó cũng có mặt ở Bắc Mỹ.
Sải cánh dài 8–10 mm. Có hai lứa trưởng thành một năm, con trưởng thành bay in tháng 5 và tháng 6 và một lần nữa vào tháng 8. Males fly during the day, while females fly towards sunset.
Ấu trùng ăn Trifolium species, bao gồm Trifolium pratense và Trifolium repens. They have also been recorded on Glycine max, Medicago sativa, Melilotus, Lotus corniculatus và other Leguminosae species. The larvae of the first generation feed in the stems, tunnelling upwards from the base. Second generation larvae usually feed in spun terminal leaves và flowerheads, và sometimes in the pods. Pupation takes place in a whitish silken cocoon amongst litter on the ground.

## Hình ảnh

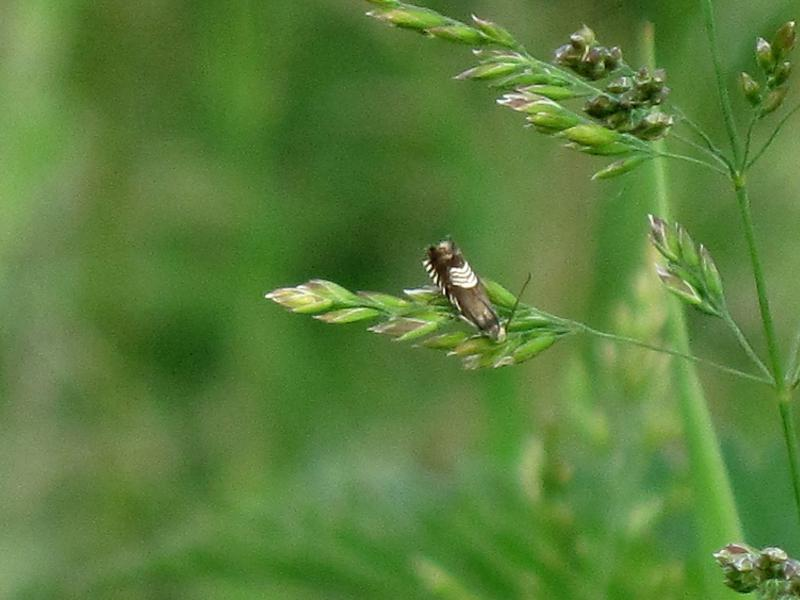